# Velké Hostěrádky
Velké Hostěrádky település Csehországban, Břeclavi járásban. Velké Hostěrádky Bošovice, Dambořice, Klobouky u Brna, Borkovany és Kobeřice u Brna településekkel határos. Lakosainak száma 498 fő (2024. január 1.).

## Népesség
A település lakosságának változását az alábbi diagram mutatja:
| Lakosok száma | 620  | 758  | 780  | 634  | 480  | 456  | 501  | 495  | 493  | 498  |
|               | 1869 | 1900 | 1921 | 1961 | 1980 | 2011 | 2016 | 2019 | 2021 | 2024 |